# Stockholm Open

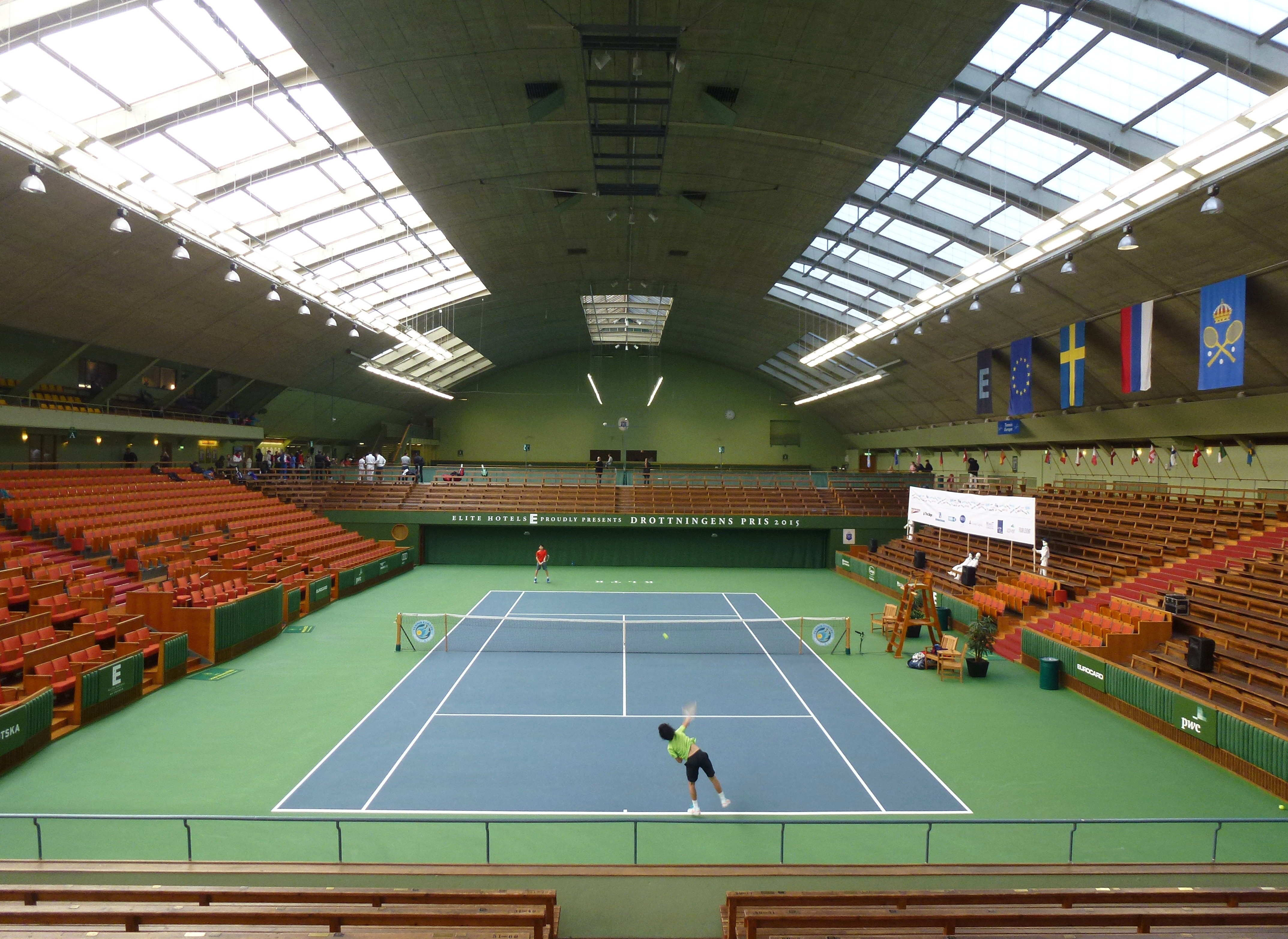
Корт

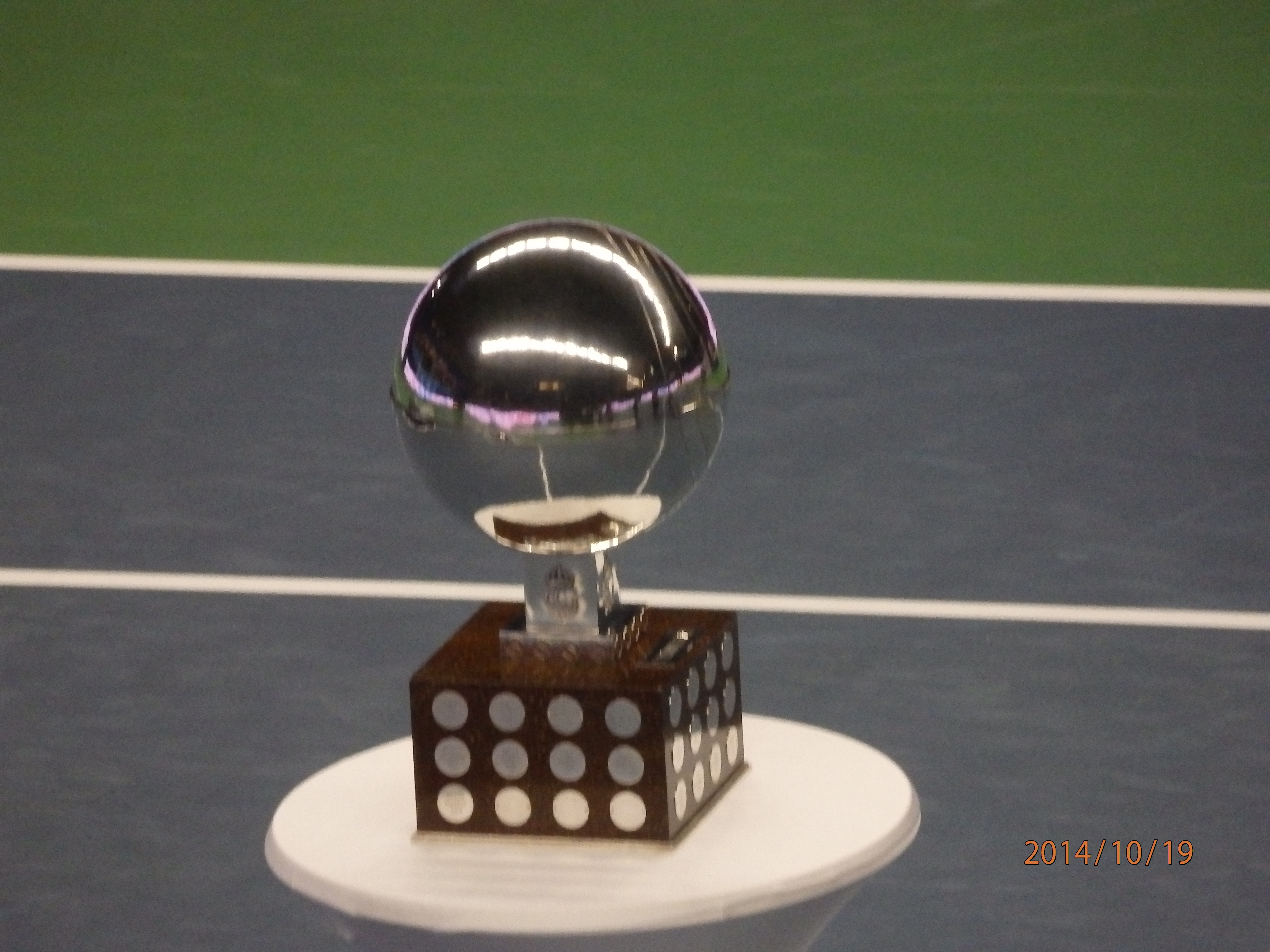
Кубок одиночного розряду

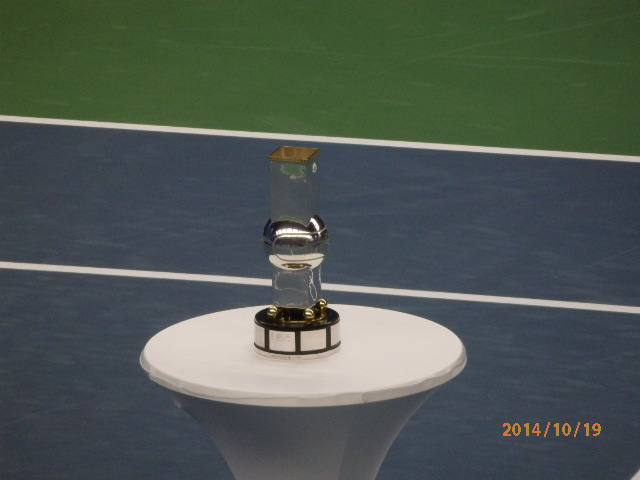
Кубок парного розряду

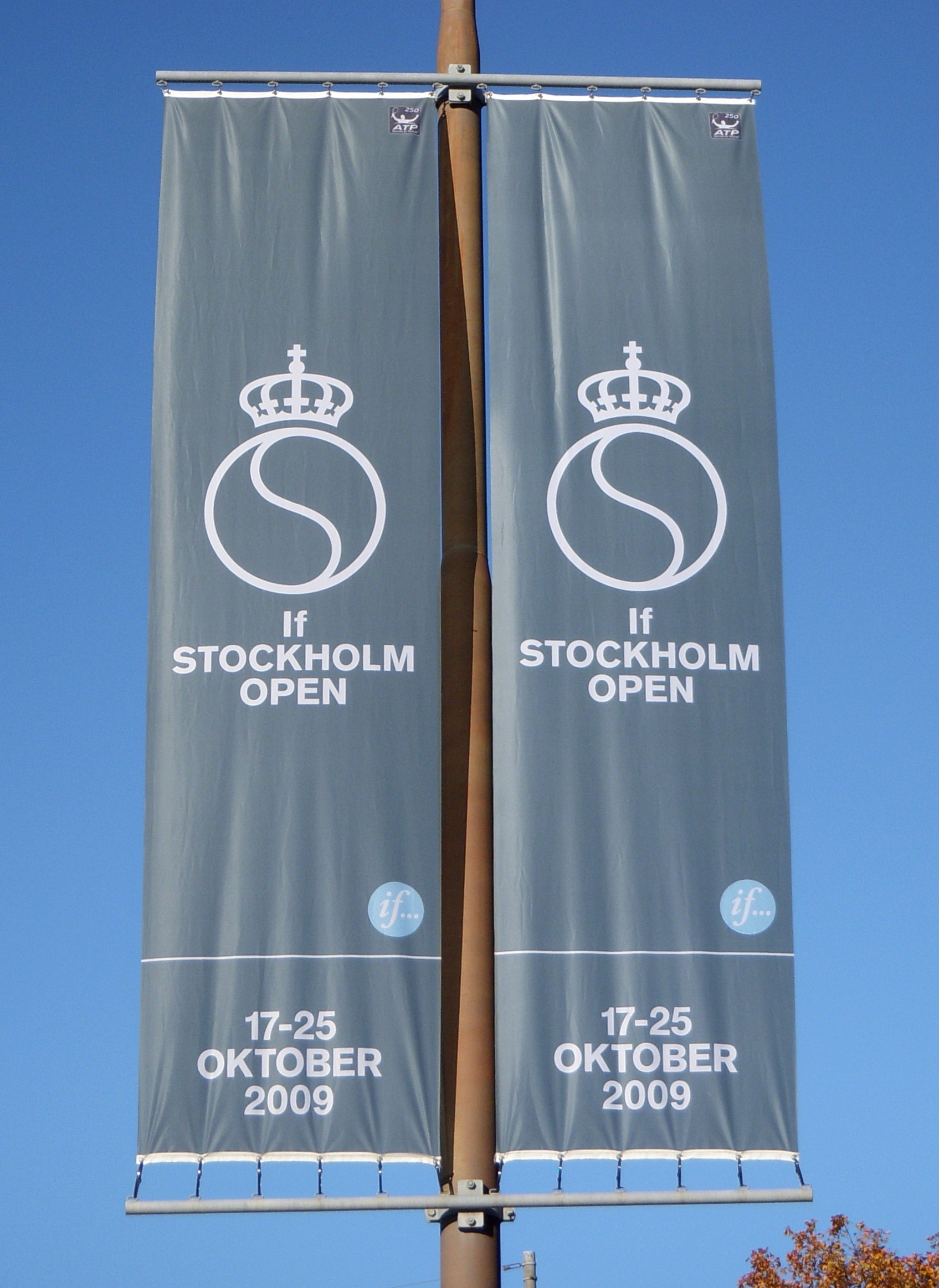
Stockholm Open 2009

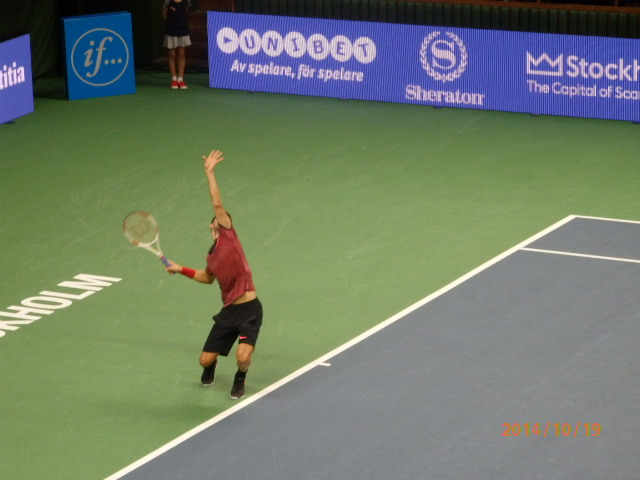
Переможець 2013 Григор Димитров на турнірі наступного року

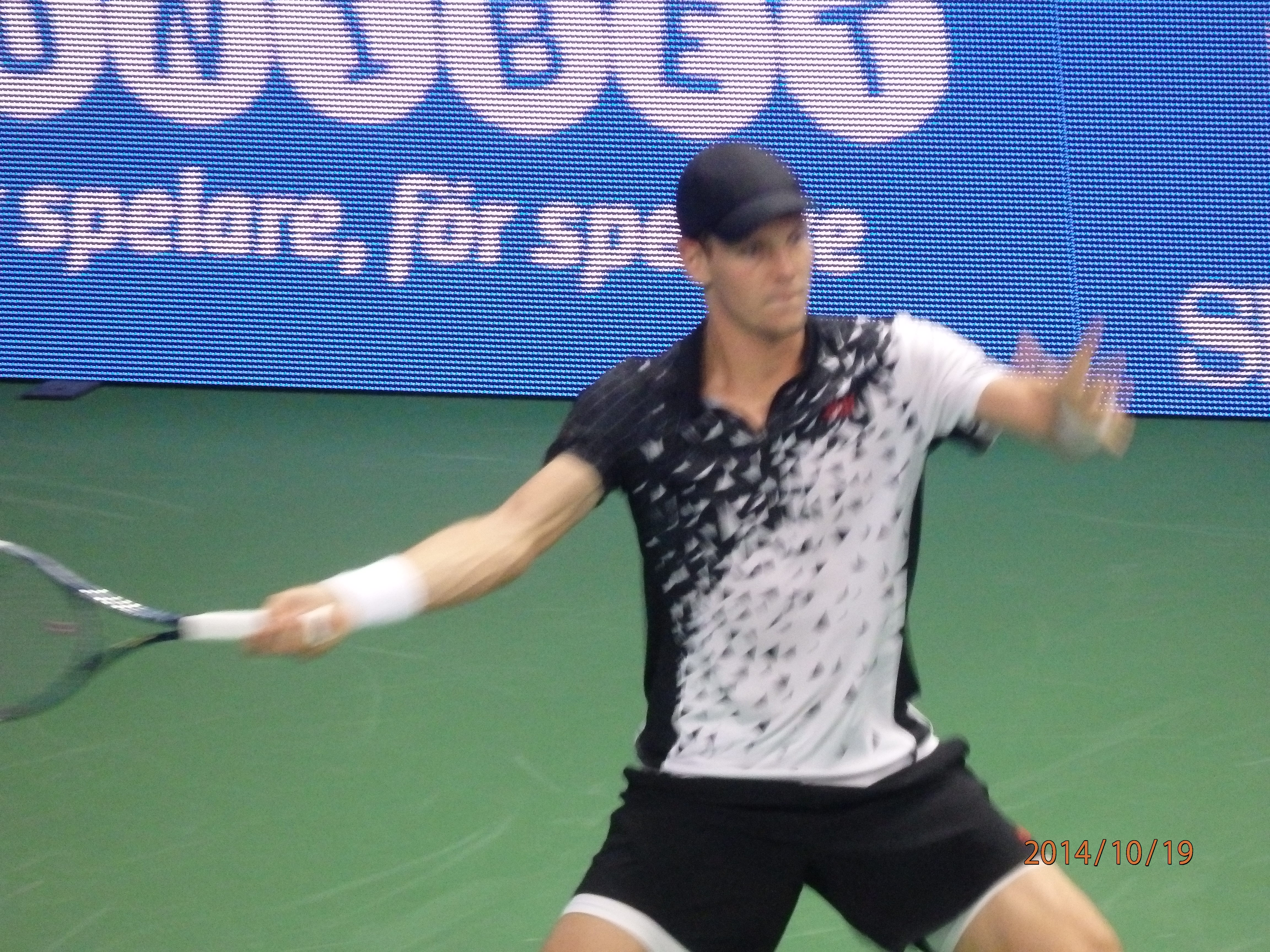
Триразовий переможець Томаш Бердих

Stockholm Open, Відкритий чемпіонат Стокгольма — міжнародний чоловічий професійний тенісний турнір. Проводиться щорічно в жовтні-листопаді на закритих кортах з твердим покриттям, є частиною серії Туру ATP 250. Турнір відбувається в шведському Стокгольмі з 1969 року. З 2023 року банк BNP Paribas приєднався до спонсорів турніру, офіційну назву змінено на Nordic Open.
Жіночий турнір відбувся лише 1969, 1975, 1979 та 1980 року.

## Фінали

### Чоловіки

#### Одиночний розряд
| Рік                    | Чемпіон                                           | Фіналіст                                          | Рахунок                                           |
| ---------------------- | ------------------------------------------------- | ------------------------------------------------- | ------------------------------------------------- |
| 1969                   | Нікола Пилич                                      | Іліє Настасе                                      | 6–4, 4–6, 6–2                                     |
| ↓ Grand Prix circuit ↓ |                                                   |                                                   |                                                   |
| 1970                   | Стен Сміт                                         | Артур Еш                                          | 5–7, 6–4, 6–4                                     |
| ↓ WCT circuit ↓        |                                                   |                                                   |                                                   |
| 1971                   | Артур Еш                                          | Ян Кодеш                                          | 6–1, 3–6, 6–2, 1–6, 6–4                           |
| ↓ Grand Prix circuit ↓ |                                                   |                                                   |                                                   |
| 1972                   | Стен Сміт (2)                                     | Том Оккер                                         | 6–4, 6–3                                          |
| 1973                   | Том Гормен                                        | Б'єрн Борг                                        | 6–3, 4–6, 7–6 (7–5)                               |
| 1974                   | Артур Еш (2)                                      | Том Оккер                                         | 6–2, 6–2                                          |
| 1975                   | Адріано Панатта                                   | Джиммі Коннорс                                    | 4–6, 6–3, 7–5                                     |
| 1976                   | Марк Кокс                                         | Мануель Орантес                                   | 4–6, 7–5, 7–6 (7–3)                               |
| 1977                   | Сенді Меєр                                        | Реймонд Мур                                       | 6–2, 6–4                                          |
| 1978                   | Джон Макінрой                                     | Тім Галліксон                                     | 6–2, 6–2                                          |
| 1979                   | Джон Макінрой (2)                                 | Джін Меєр                                         | 6–7, 6–3, 6–3                                     |
| 1980                   | Б'єрн Борг                                        | Джон Макінрой                                     | 6–3, 6–4                                          |
| 1981                   | Джін Меєр                                         | Сенді Меєр                                        | 6–4, 6–2                                          |
| 1982                   | Анрі Леконт                                       | Матс Віландер                                     | 7–6 (7–4), 6–3                                    |
| 1983                   | Матс Віландер                                     | Томаш Шмід                                        | 6–1, 7–5                                          |
| 1984                   | Джон Макінрой (3)                                 | Матс Віландер                                     | 6–2, 3–6, 6–2                                     |
| 1985                   | Джон Макінрой (4)                                 | Андерс Яррід                                      | 6–1, 6–2                                          |
| 1986                   | Стефан Едберг                                     | Матс Віландер                                     | 6–2, 6–1, 6–1                                     |
| 1987                   | Стефан Едберг (2)                                 | Юнас Свенссон                                     | 7–5, 6–2, 4–6, 6–4                                |
| 1988                   | Борис Бекер                                       | Петер Лундгрен                                    | 6–4, 6–1, 6–1                                     |
| 1989                   | Іван Лендл                                        | Магнус Густафссон                                 | 7–5, 6–0, 6–3                                     |
| ↓ Тур ATP Мастерс ↓    |                                                   |                                                   |                                                   |
| 1990                   | Борис Бекер (2)                                   | Стефан Едберг                                     | 6–4, 6–0, 6–3                                     |
| 1991                   | Борис Бекер (3)                                   | Стефан Едберг                                     | 3–6, 6–4, 1–6, 6–2, 6–2                           |
| 1992                   | Горан Іванишевич                                  | Гі Форже                                          | 7–6 (7–2), 4–6, 7–6 (7–5), 6–2                    |
| 1993                   | Міхаель Штіх                                      | Горан Іванишевич                                  | 4–6, 7–6 (8–6), 7–6 (7–3), 6–2                    |
| 1994                   | Борис Бекер (4)                                   | Горан Іванишевич                                  | 4–6, 6–4, 6–3, 7–6 (7–4)                          |
| ↓ Тур ATP 250 ↓        |                                                   |                                                   |                                                   |
| 1995                   | Томас Енквіст                                     | Арно Боеч                                         | 7–5, 6–4                                          |
| 1996                   | Томас Енквіст (2)                                 | Тодд Мартін                                       | 7–5, 6–4, 7–6 (7–0)                               |
| 1997                   | Йонас Бйоркман                                    | Ян Сімерінк                                       | 3–6, 7–6 (7–2), 6–2, 6–4                          |
| 1998                   | Тодд Мартін                                       | Томас Юганссон                                    | 6–3, 6–4, 6–4                                     |
| 1999                   | Томас Енквіст (3)                                 | Магнус Густафссон                                 | 6–3, 6–4, 6–2                                     |
| 2000                   | Томас Юганссон                                    | Євген Кафельников                                 | 6–2, 6–4, 6–4                                     |
| 2001                   | Шенг Схалкен                                      | Яркко Ніємінен                                    | 3–6, 6–3, 6–3, 4–6, 6–3                           |
| 2002                   | Парадорн Шрічапхан                                | Марсело Ріос                                      | 6–7 (2–7), 6–0, 6–3, 6–2                          |
| 2003                   | Марді Фіш                                         | Робін Содерлінг                                   | 7–5, 3–6, 7–6 (7–4)                               |
| 2004                   | Томас Юганссон (2)                                | Андре Агассі                                      | 3–6, 6–3, 7–6 (7–4)                               |
| 2005                   | Джеймс Блейк                                      | Парадорн Шрічапхан                                | 6–1, 7–6 (8–6)                                    |
| 2006                   | Джеймс Блейк (2)                                  | Яркко Ніємінен                                    | 6–4, 6–2                                          |
| 2007                   | Іво Карлович                                      | Томас Юганссон                                    | 6–3, 3–6, 6–1                                     |
| 2008                   | Давід Налбандян                                   | Робін Содерлінг                                   | 6–2, 5–7, 6–3                                     |
| 2009                   | Маркос Багдатіс                                   | Олів'є Рохус                                      | 6–1, 7–5                                          |
| 2010                   | Роджер Федерер                                    | Флоріан Маєр                                      | 6–4, 6–3                                          |
| 2011                   | Гаель Монфіс                                      | Яркко Ніємінен                                    | 7–5, 3–6, 6–2                                     |
| 2012                   | Томаш Бердих                                      | Жо-Вілфрід Тсонга                                 | 4–6, 6–4, 6–4                                     |
| 2013                   | Григор Димитров                                   | Давид Феррер                                      | 2–6, 6–3, 6–4                                     |
| 2014                   | Томаш Бердих (2)                                  | Григор Димитров                                   | 5–7, 6–4, 6–4                                     |
| 2015                   | Томаш Бердих (3)                                  | Джек Сок                                          | 7–6 (7–1), 6–2                                    |
| 2016                   | Хуан Мартін дель Потро                            | Джек Сок                                          | 7–5, 6–1                                          |
| 2017                   | Хуан Мартін дель Потро (2)                        | Григор Димитров                                   | 6–4, 6–2                                          |
| 2018                   | Стефанос Ціціпас                                  | Ернестс Гулбіс                                    | 6–4, 6–4                                          |
| 2019                   | Денис Шаповалов                                   | Філіп Країнович                                   | 6–4, 6–4                                          |
| 2020                   | Не відбувся через пандемію коронавірусної хвороби | Не відбувся через пандемію коронавірусної хвороби | Не відбувся через пандемію коронавірусної хвороби |
| 2021                   | Томмі Пол                                         | Денис Шаповалов                                   | 6–4, 2–6, 6–4                                     |
| 2022                   | Гольгер Руне                                      | Стефанос Ціціпас                                  | 6–4, 6–4                                          |
| 2023                   | Гаель Монфіс (2)                                  | Павло Котов                                       | 4–6, 7–6 (8–6), 6–3                               |
| 2024                   | Томмі Пол (2)                                     | Григор Димитров                                   | 6–4, 6–3                                          |

#### Парний розряд
| Рік                    | Чемпіони                                          | Фіналісти                                         | Рахунок                                           |
| ---------------------- | ------------------------------------------------- | ------------------------------------------------- | ------------------------------------------------- |
| 1969                   | Рой Емерсон Род Лейвер                            | Андрес Хімено Грем Стілвел                        | 6–4, 6–2                                          |
| ↓ Grand Prix circuit ↓ |                                                   |                                                   |                                                   |
| 1970                   | Артур Еш Стен Сміт                                | Боб Кармайкл Овен Девідсон                        | 6–0, 5–7, 7–5                                     |
| ↓ WCT circuit ↓        |                                                   |                                                   |                                                   |
| 1971                   | Стен Сміт (2) Том Гормен                          | Артур Еш Боб Лутц                                 | 6–3, 6–4                                          |
| ↓ Grand Prix circuit ↓ |                                                   |                                                   |                                                   |
| 1972                   | Том Оккер Марті Ріссен                            | Рой Емерсон Колін Діблі                           | 7–5, 7–6                                          |
| 1973                   | Джиммі Коннорс Іліє Настасе                       | Боб Кармайкл Фрю Макміллан                        | 6–3, 6–7, 6–2                                     |
| 1974                   | Том Оккер (2) Марті Ріссен (2)                    | Боб Г'юїтт Фрю Макміллан                          | 2–6, 6–3, 6–4                                     |
| 1975                   | Боб Г'юїтт Фрю Макміллан                          | Чарлі Пасарелл Роско Теннер                       | 3–6, 6–3, 6–4                                     |
| 1976                   | Боб Г'юїтт (2) Фрю Макміллан (2)                  | Том Оккер Марті Ріссен                            | 6–4, 4–6, 6–4                                     |
| 1977                   | Том Оккер (3) Войцех Фібак                        | Браян Готтфрід Рауль Рамірес                      | 6–3, 6–3                                          |
| 1978                   | Том Оккер (4) Войцех Фібак (2)                    | Стен Сміт Боб Лутц                                | 6–3, 6–2                                          |
| 1979                   | Джон Макінрой Пітер Флемінг                       | Том Оккер Войцех Фібак                            | 6–4, 6–4                                          |
| 1980                   | Гайнц Ґюнтгардт Пол Макнамі                       | Стен Сміт Боб Лутц                                | 6–7, 6–3, 6–2                                     |
| 1981                   | Кевін Каррен Стів Дентон                          | Шервуд Стюарт Ферді Тейган                        | 6–7, 6–4, 6–0                                     |
| 1982                   | Ян Гуннарссон Марк Діксон                         | Шервуд Стюарт Ферді Тейган                        | 7–6, 6–7, 6–4                                     |
| 1983                   | Андерс Яррід Ганс Сімонссон                       | Йохан Крік Пітер Флемінг                          | 6–3, 6–4                                          |
| 1984                   | Анрі Леконт Томаш Шмід                            | Віджай Амрітрадж Іліє Настасе                     | 3–6, 7–6, 6–4                                     |
| 1985                   | Гі Форже Андрес Гомес                             | Майк Де Палмер Гері Доннеллі                      | 6–3, 6–4                                          |
| 1986                   | Шервуд Стюарт Кім Ворвік                          | Пет Кеш Слободан Живоїнович                       | 6–4, 6–4                                          |
| 1987                   | Стефан Едберг Андерс Яррід (2)                    | Джим Грабб Джим П'ю                               | 6–3, 6–4                                          |
| 1988                   | Кевін Каррен (2) Джим Грабб                       | Пол Еннекон Джон Фіцджеральд                      | 7–5, 6–4                                          |
| 1989                   | Хорхе Лосано Тодд Вітскен                         | Рік Ліч Джим П'ю                                  | 6–3, 5–7, 6–3                                     |
| ↓ Тур ATP Мастерс ↓    |                                                   |                                                   |                                                   |
| 1990                   | Гі Форже Якоб Гласек                              | Джон Фіцджеральд Андерс Яррід                     | 6–4, 6–2                                          |
| 1991                   | Джон Фіцджеральд Андерс Яррід (3)                 | Том Нейссен Цирил Сук                             | 7–5, 6–2                                          |
| 1992                   | Тодд Вудбрідж Марк Вудфорд                        | Стів Девріє Девід Макферсон                       | 6–3, 6–4                                          |
| 1993                   | Тодд Вудбрідж (2) Марк Вудфорд (2)                | Гері Мюллер Дані Віссер                           | 6–1, 3–6, 6–2                                     |
| 1994                   | Тодд Вудбрідж (3) Марк Вудфорд (3)                | Ян Апелль Йонас Бйоркман                          | 6–3, 6–4                                          |
| ↓ Тур ATP 250 ↓        |                                                   |                                                   |                                                   |
| 1995                   | Якко Елтінг Паул Гаргейс                          | Грант Коннелл Патрік Гелбрайт                     | 3–6, 6–2, 7–6                                     |
| 1996                   | Патрік Гелбрайт Джонатан Старк                    | Тодд Мартін Кріс Вудруфф                          | 7–6, 6–4                                          |
| 1997                   | Марк-Кевін Гелльнер Річі Ренеберг                 | Елліс Феррейра Патрік Гелбрайт                    | 6–3, 3–6, 7–6                                     |
| 1998                   | Ніклас Культі Мікаель Тільстрем                   | Кріс Гаггард Петер Нюборґ                         | 7–5, 3–6, 7–5                                     |
| 1999                   | Піт Норвал Кевін Ульєтт                           | Ян-Майкл Гембілл Скотт Гамфріс                    | 7–5, 6–3                                          |
| 2000                   | Марк Ноулз Деніел Нестор                          | Петр Пала Павел Візнер                            | 6–3, 6–2                                          |
| 2001                   | Доналд Джонсон Джаред Палмер                      | Йонас Бйоркман Тодд Вудбрідж                      | 6–3, 4–6, 6–3                                     |
| 2002                   | Вейн Блек Кевін Ульєтт (2)                        | Вейн Артурс Пол Генлі                             | 6–4, 2–6, 7–6 (7–4)                               |
| 2003                   | Йонас Бйоркман Тодд Вудбрідж (4)                  | Вейн Артурс Пол Генлі                             | 6–3, 6–4                                          |
| 2004                   | Фернандо Вердаско Фелісіано Лопес                 | Вейн Артурс Пол Генлі                             | 6–4, 6–4                                          |
| 2005                   | Вейн Артурс Пол Генлі                             | Леандер Паес Ненад Зімоньїч                       | 5–3, 5–3                                          |
| 2006                   | Пол Генлі (2) Кевін Ульєтт (3)                    | Олів'є Рохус Крістоф Вліген                       | 7–6 (7–2), 6–4                                    |
| 2007                   | Йонас Бйоркман (2) Максим Мирний                  | Арно Клеман Мікаель Льодра                        | 6–4, 6–4                                          |
| 2008                   | Йонас Бйоркман (3) Кевін Ульєтт (4)               | Юган Брунстрем Міхаель Рідерстедт                 | 6–1, 6–3                                          |
| 2009                   | Бруно Соарес Кевін Ульєтт (5)                     | Сімон Аспелін Пол Генлі                           | 6–4, 7–6 (7–4)                                    |
| 2010                   | Ерік Буторак Жан-Жульєн Роєр                      | Юган Брунстрем Яркко Ніємінен                     | 6–3, 6–4                                          |
| 2011                   | Роган Бопанна Айсам-уль-Хак Куреші                | Марсело Мело Бруно Соарес                         | 6–1, 6–3                                          |
| 2012                   | Марсело Мело Бруно Соарес (2)                     | Роберт Ліндстедт Ненад Зімоньїч                   | 6–7 (4–7), 7–5, 10–6                              |
| 2013                   | Айсам-уль-Хак Куреші (2) Жан-Жульєн Роєр (2)      | Йонас Бйоркман Роберт Ліндстедт                   | 6–2, 6–2                                          |
| 2014                   | Ерік Буторак (2) Равен Класен                     | Трет Г'юї Джек Сок                                | 6–4, 6–3                                          |
| 2015                   | Ніколас Монро Джек Сок                            | Мате Павич Майкл Вінус                            | 7–5, 6–2                                          |
| 2016                   | Еліяс Імер Мікаель Імер                           | Мате Павич Майкл Вінус                            | 6–1, 6–1                                          |
| 2017                   | Олівер Марах Мате Павич                           | Айсам-уль-Хак Куреші Жан-Жульєн Роєр              | 3−6, 7−6 (8–6), 10−4                              |
| 2018                   | Люк Бембрідж Джонні О'Мара                        | Маркус Даніелл Веслі Колгоф                       | 7–5, 7–6 (10–8)                                   |
| 2019                   | Генрі Контінен Едуар Роже-Васслен                 | Мате Павич Бруно Соарес                           | 6–4, 6–2                                          |
| 2020                   | Не відбувся через пандемію коронавірусної хвороби | Не відбувся через пандемію коронавірусної хвороби | Не відбувся через пандемію коронавірусної хвороби |
| 2021                   | Сантьяго Гонсалес Андрес Мольтені                 | Айсам-уль-Хак Куреші Жан-Жульєн Роєр              | 6–2, 6–2                                          |
| 2022                   | Марсело Аревало Жан-Жульєн Роєр (3)               | Ллойд Ґласспул Гаррі Геліоваара                   | 6–3, 6–3                                          |
| 2023                   | Андрій Голубєв Денис Молчанов                     | Юкі Бгамбрі Джуліан Кеш                           | 7–6 (10–8), 6–2                                   |
| 2024                   | Гаррі Геліоваара Генрі Петтен                     | Петр Ноуза Патрік Рікль                           | 7–5, 6–3                                          |

### Жінки

#### Одиночний розряд
| Рік     | Чемпіонка       | Фіналістка    | Рахунок             |
| ------- | --------------- | ------------- | ------------------- |
| 1969    | Біллі Джин Кінг | Джулі Гелдман | 9–7, 6–2            |
| 1975    | Вірджинія Вейд  | Франсуаз Дюрр | 6–3, 4–6, 7–5       |
| 1976–78 | Не проводився   | Не проводився | Не проводився       |
| 1979    | Біллі Джин Кінг | Бетті Стеве   | 6–3, 6–7 (4–7), 7–5 |
| 1980    | Гана Мандлікова | Беттіна Бюнге | 6–2, 6–2            |

#### Парний розряд
| Рік     | Чемпіонки                      | Фіналістки                          | Рахунок       |
| ------- | ------------------------------ | ----------------------------------- | ------------- |
| 1975    | Франсуаз Дюрр Бетті Стеве      | Івонн Гулагонг-Коулі Вірджинія Вейд | 6–3, 6–4      |
| 1976–78 | Не проводився                  | Не проводився                       | Не проводився |
| 1979    | Бетті Стеве (2) Венді Тернбулл | Біллі Джин Кінг Ілана Клосс         | 7–5, 7–6      |
| 1980    | Міма Яушовець Вірджинія Рузіч  | Гана Мандлікова Бетті Стеве         | 6–2, 6–1      |